# Hohe Egge (Süntel)

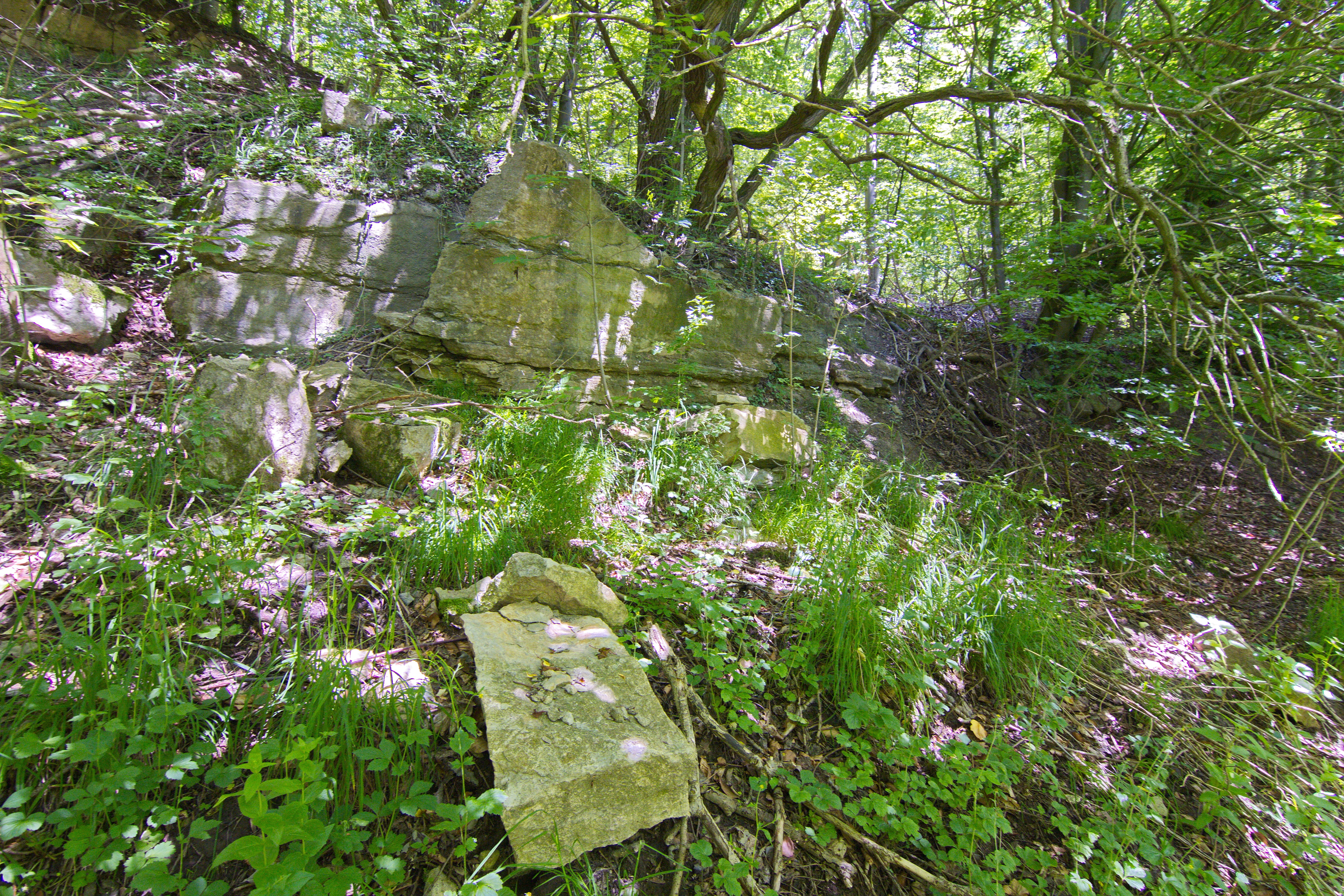
Felswand der Hohen Egge

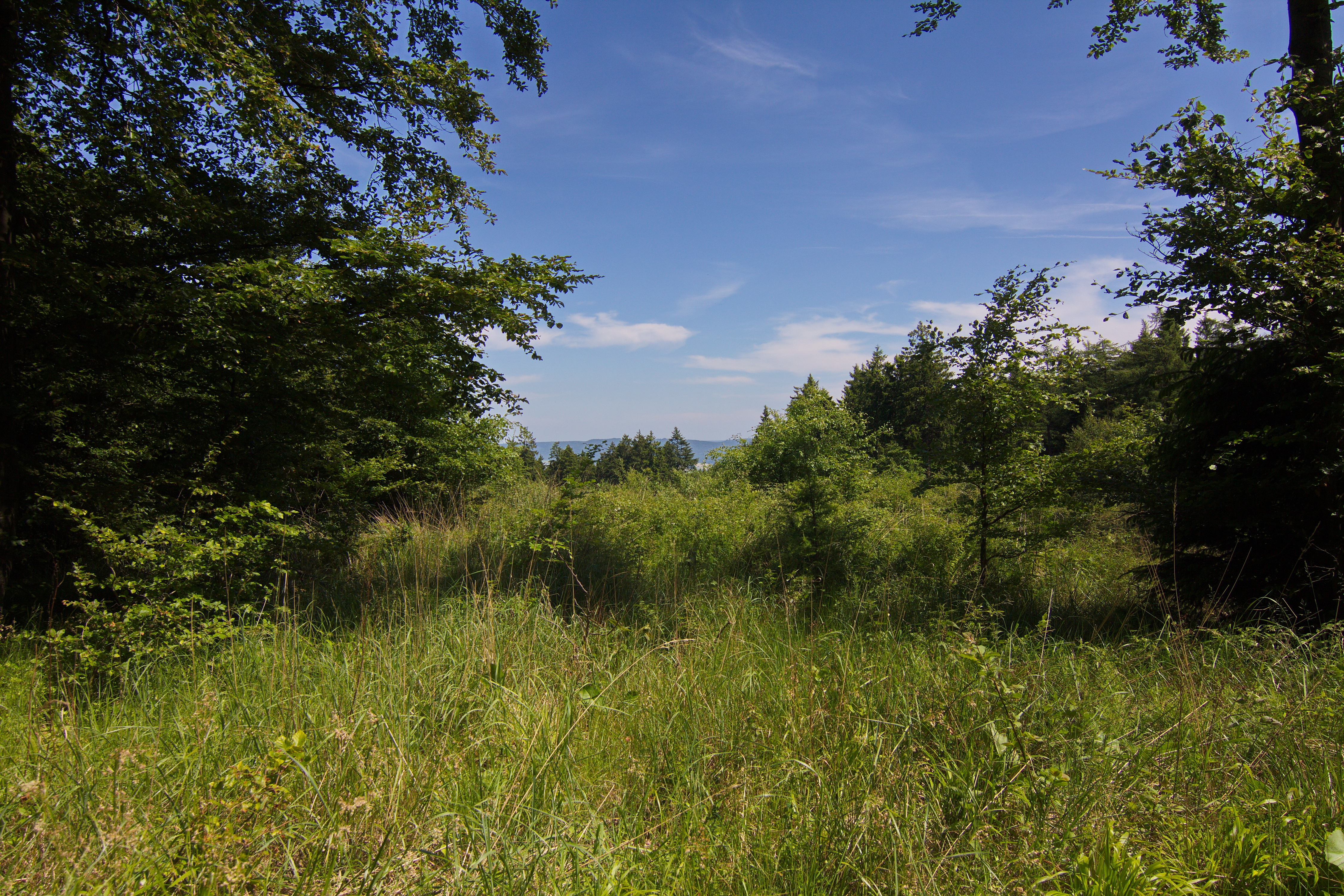
Blick zum Deister von der Hohen Egge

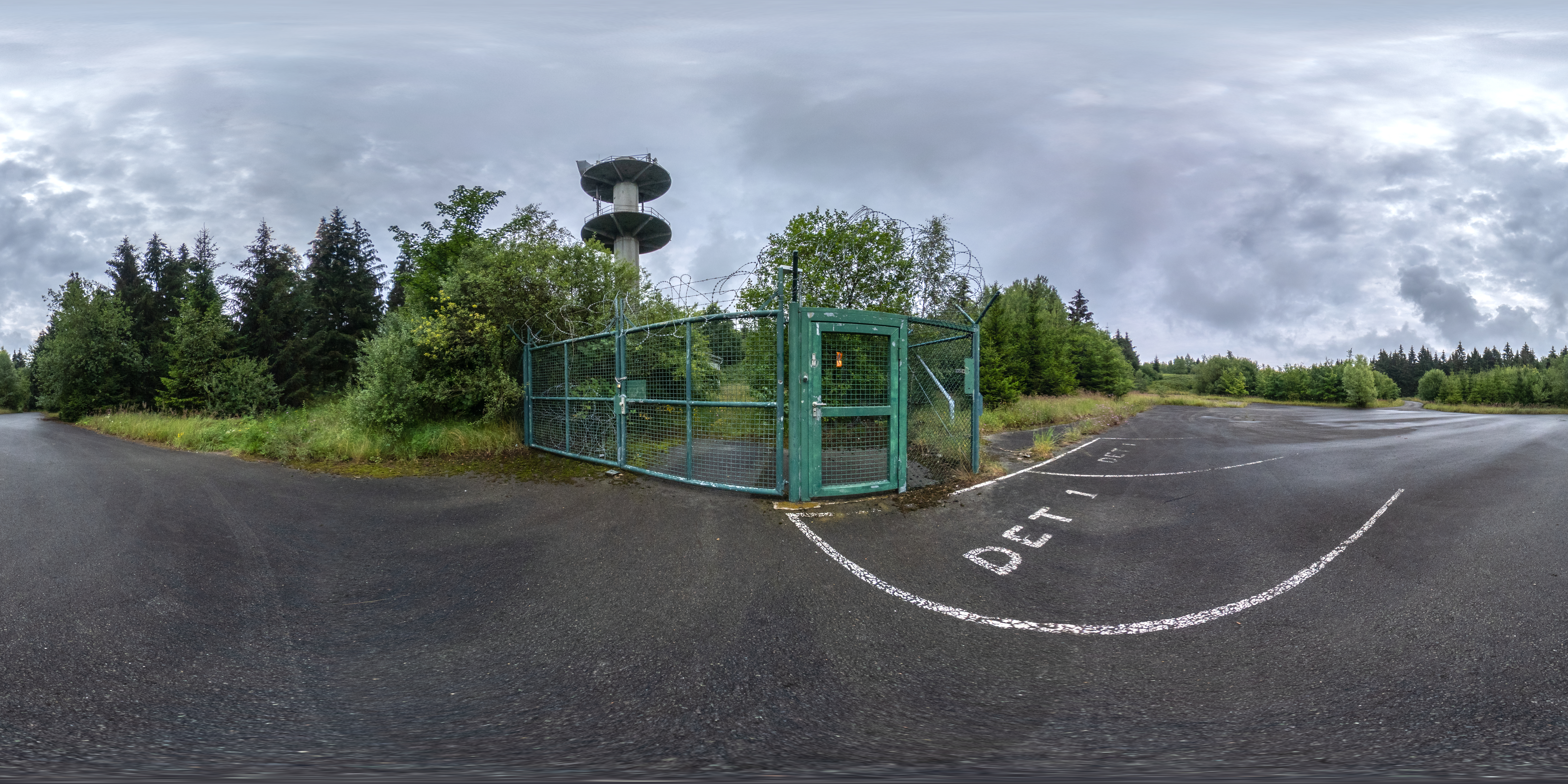
Nordkuppe mit Radarturm

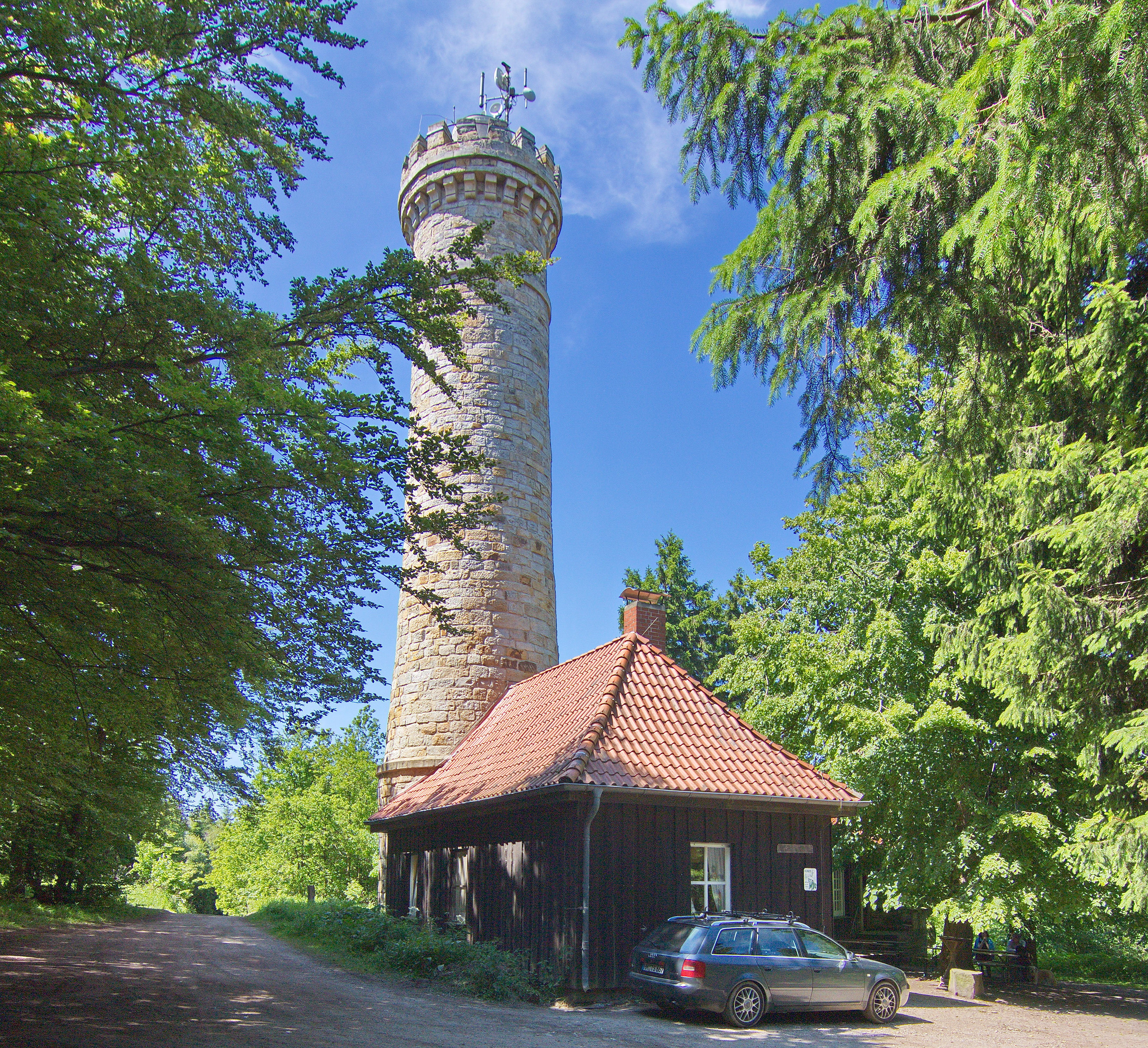
Süntelturm auf der Südkuppe

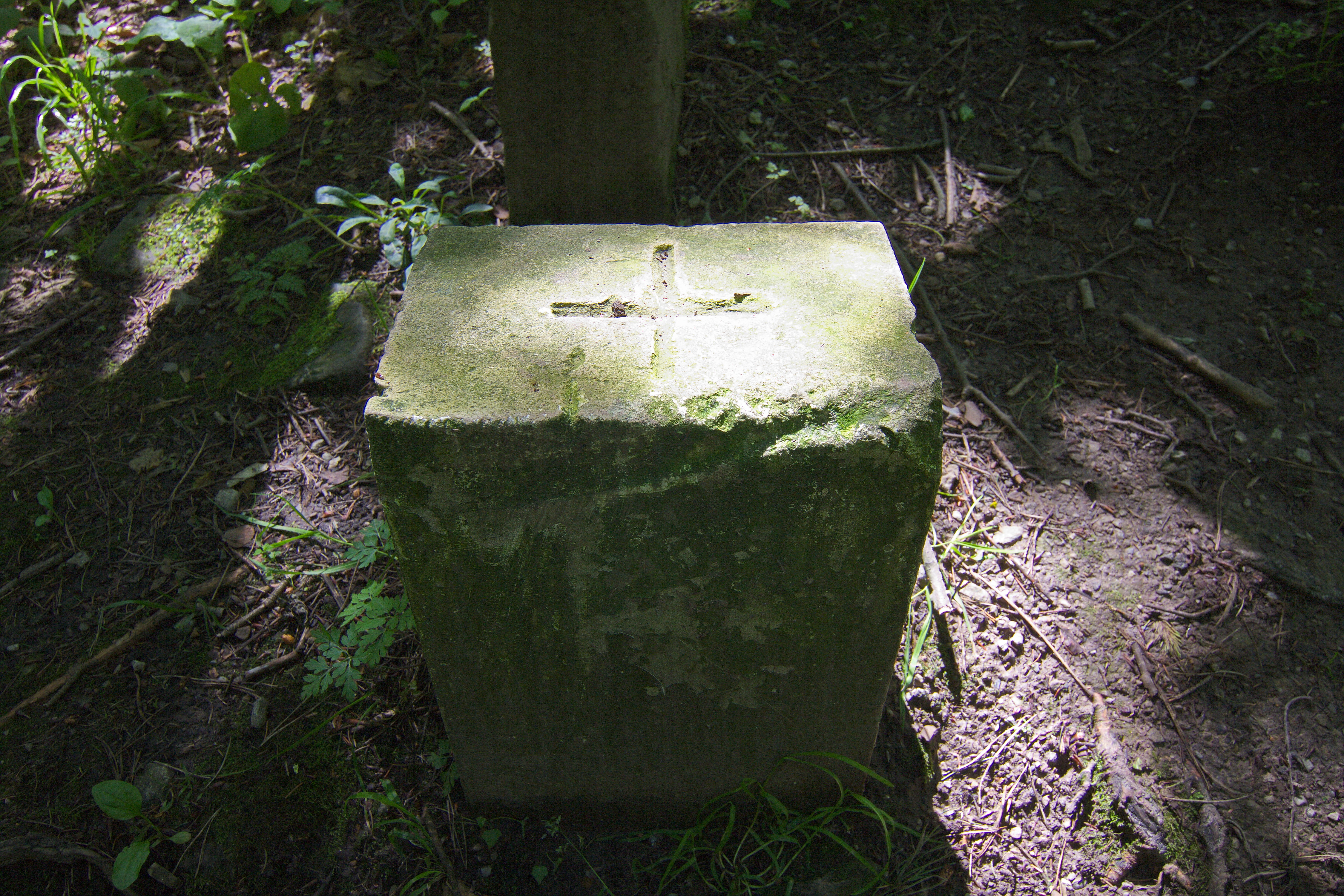
Grenzstein am Kammweg

Die Hohe Egge zwischen Bad Münder am Deister, Hameln und Hessisch Oldendorf im niedersächsischen Landkreis Hameln-Pyrmont ist mit etwa 442,5 m ü. NHN die höchste Erhebung im Höhenzug Süntel des Calenberger Berglandes.
Die Hohe Egge und der Süntel gehören wegen ihrer über 300 m Schartenhöhe zu den geographisch prominentesten Bergen/Höhenzügen Norddeutschlands. Auf der Südkuppe steht der Aussichtsturm Süntelturm mit angebauter Berggaststätte und auf der Nordkuppe ein ehemaliger Radarturm als Rest einer früheren Basis der US Army. Auf dem Nordnordosthang befindet sich die Berggaststätte Eulenflucht und einiges unterhalb davon die Waldgaststätte Bergschmiede.

## Geographie

### Lage
Die Hohe Egge liegt am südöstlichen Ende des zentralen Süntel-Hochplateaus im Naturpark Weserbergland Schaumburg-Hameln. In den Stadtgebieten von Bad Münder am Deister im Nordosten, Hameln im Süden und Hessisch Oldendorf im Westen erhebt sie sich zwischen Hamelspringe (Nordnordosten), Klein Süntel (Ostsüdosten) und Flegessen (Südosten) (alle zu Bad Münder), Welliehausen und Unsen im Süden (beide zu Hameln), Pötzen im Südwesten und Haddessen im Westen (beide zu Hessisch Oldendorf).

### Naturräumliche Zuordnung
Die Hohe Egge gehört in der naturräumlichen Haupteinheitengruppe Weser-Leine-Bergland (Nr. 37), in der Haupteinheit Calenberger Bergland (378) und in der Untereinheit Weserberge (378.1) zum Naturraum Südost-Süntel (378.13). Die Landschaft leitet nach Nordnordwesten in den Naturraum Nordwest-Süntel (378.12) und nach Nordwesten über Westen bis Süden in den Naturraum Wesergebirge (378.10) über.

### Bergkuppen und -höhen
Die Hohe Egge hat zwei etwa 900 m voneinander entfernte Kuppen, Nordkuppe (⊙) und Südkuppe (⊙), die jeweils etwas mehr als 440 m ü. NHN hoch sind. Die Nordkuppe liegt im Gebiet von Bad Münder, und über die Südkuppe verläuft die Grenze von Bad Münder zu Hessisch Oldendorf, während bis auf die Südsüdostflanke der Südkuppe das Stadtgebiet von Hameln reicht. Südlich des auf der Nordkuppe stehenden Radarturms ist auf topographischen Karten die Höhenangabe „435,2“ verzeichnet. Auf der Südkuppe liegt nahe dem Süntelturm ein Vermessungspunkt, dessen Höhe mit „437,5“ angegeben ist. Auf manchen Karten ist in den Gipfelregionen beider Kuppen jeweils die Höhenangabe „437“ zu finden, worauf sich die oft genannte Berghöhe von 437 m beziehen dürfte.

### Fließgewässer
Auf der Nordflanke der Nordkuppe liegt in Hamelspringe die Quelle der den Berg nordöstlich über östlich bis südlich umfließenden Hamel, auf der Ostflanke entspringen der Große und Kleine Steinbach als Quellbäche des kleinen Hamel-Zuflusses Steinbach, und auf der Westflanke befindet sich die Quelle des Haddessener Bachs als linker Quellbach des Nährenbachs. Auf der Südflanke der Südkuppe entspringen der kleine Nährenbach-Zufluss Pötzer Bach und der Hamel-Zufluss Herksbach (Feuerbach).

## Schutzgebiete
Auf den nördlichen und östlichen Bereichen der Hohen Egge liegen im Stadtgebiet von Bad Münder Teile des Landschaftsschutzgebiets (LSG) Süntel (CDDA-Nr. 324964; 1968 ausgewiesen; 28,789 km² groß), auf den südöstlichen Bereichen befinden sich im Stadtgebiet von Hameln solche des gleichnamigen LSG Süntel (CDDA-Nr. 324965; 1958; 2,95 km²) und auf den westlichen Bereichen liegen im Stadtgebiet von Hessisch Oldendorf solche des LSG Hessisch Oldendorfer Wesertal / Nord (CDDA-Nr. 321590; 1983; 27,878 km²). Auf dem Südsüdwestausläufer Hoher Nacken (Hohenacken; ca. 375 m) liegt im Stadtgebiet von Hessisch Oldendorf ein kleinflächiger Teil des Vogelschutzgebiets Uhu-Brutplätze im Weserbergland (VSG-Nr. 3720-431; 10,06 km²).

## Türme

### Süntelturm
Auf der Südkuppe der Hohen Egge steht als Nachfolgebau des 1882 eröffneten Augusta-Turms der Aussichtsturm Süntelturm (mit 1910 angebauter Berggaststätte), der 1901 eingeweiht wurde und 25 m hoch ist. Von seiner Aussichtsplattform fällt der Blick über die Süntellandschaft und zu Sichtzielen der Umgebung; bei guten Sichtbedingungen reicht der Blick bis zum Brocken im Harz.

### Radarturm
Auf der Nordkuppe der Hohen Egge befindet sich ein Radarturm als Rest einer ehemaligen Basis der US Army, die 1991 aufgegeben wurde. Nach der Aufgabe der Militärbasis dient der Radarturm als Träger für zivile Sendeanlagen.

## Flugunfälle
Auf der Hohen Egge gab es bei drei Flugunfälle – jeweils in dichtem Nebel:
Am 2. Mai 1932 stürzte westlich des Süntelturms das Fokker-Verkehrsflugzeug D 765 der Deutschen Lufthansa ab. Motor und Kabine wurden leicht beschädigt, Propeller, Tragflächen und Steuer vollständig zertrümmert. Passagiere und Pilot wurden leicht verletzt.
Am 16. Oktober 1962 flogen bei dichtem Nebel zwei Düsenjäger vom Typ Republic F-84F Thunderstreak gegen die Hohe Egge, wobei die beiden belgischen Piloten starben. 2001 wurde am Steinweg zwischen dem Falltal und dem Süntelturm – unmittelbar neben der Absturzstelle – ein Denkmal mit Gedenktafel aufgestellt.

## Verkehr und Wandern
Ostnordöstlich der Hohen Egge zweigt in Bad Münder am Deister von der Bundesstraße 442 die Kreisstraße 72 ab, die nordnordöstlich vorbei am Berg von Bad Münder durch Hamelspringe nach Bakede führt. Südöstlich des Berges zweigen vom Abschnitt Hachmühlen–Hilligsfeld der Bundesstraße 217 die durch Flegessen nach Klein Süntel verlaufende K 71 und die südlich vorbei am Berg durch Unsen und vorbei an Welliehausen nach Pötzen führende Landesstraße 423 ab. Zum Beispiel an der Stichstraße Süntelstraße, die in Bad Münder – anfangs als Teil der K 72 – von der B 442 auf 106,7 m Höhe abzweigt und zur Waldgaststätte Bergschmiede (Nordostflanke; An der Bergschmiede; etwas unterhalb der 220-m-Höhenlinie) verläuft, gibt es einen Wandererparkplatz, von wo aus der Aufstieg vorbei an der Berggaststätte Eulenflucht (im Bereich der 380-m-Höhenlinie) zur Nordkuppe mit dem Sendeturm und dann weiter zur Südkuppe mit dem Süntelturm angegangen werden kann; oberhalb der Bergschmiede ist die Straße für den öffentlichen Kraftverkehr gesperrt. Die schmale Straße ist bis auf die Nordkuppe durchgängig asphaltiert und daher für alle Fahrradarten geeignet. Von Bad Münder aus sind auf ihr bis zur Nordkuppe (ca. 440 m) etwa 333 Höhenmeter mit Steigungen bis zu 16 Prozent zu bewältigen. Über den Berg führen die Europäischen Fernwanderwege E1 und E11, die südlich von Südkuppe/Süntelturm bis etwas über den Schweineberg (ca. 278 m) bei Hameln hinaus einen gemeinsamen Abschnitt aufweisen.